# Сага про Еймунда
«Са́га про Е́ймунда» (давньоісл. Eymundar þáttr) — коротка скандинавська сага XIII століття, яку невідомий автор написав давньоісландською мовою. Має характер хроніки, описує події початку XI століття. Розповідає про участь вікінгів у міжусобних війнах Ярослава Мудрого з братами. Головний персонаж — вікінг Еймунд. Збереглася у двох списках. Перший «Eymundar þáttr hrings» вміщений у Книгу з Плаского острова; другий міститься у вступі «Саги про Інгвара» (Yngvars saga víðförla). У першому списку головний герой Еймунд постає як норвежець, у другому списку — як швед. Найстаріша копія саги зберігається в Інституті Арні Магнуссона. Цінне джерело з історії Русі та Скандинавії.